# Fabius Vibulanus (ancêtre des Fabii)
Pour les articles homonymes, voir Fabius Vibulanus.
Fabius Vibulanus ou Caeso Fabius Vibulanus est un noble romain du VIe siècle av. J.-C.
Sa vie et ses origines ne sont pas connues : il a vécu à l'époque de Tarquin le Superbe ; il est assez probable qu'il soit d'origine étrusque. Il est membre des Fabii Vibulani, branche de la gens des Fabii.
Il a eu trois fils :
- Quintus Fabius Vibulanus, consul en 485 et 482 av. J.-C.
- Marcus Fabius Vibulanus, consul en 483 et 480 av. J.-C.
- Cæso Fabius Vibulanus, consul en 484, 481 et 479 av. J.-C.

Il est considéré comme l'ancêtre des 306 Fabiens qui périssent lors de la bataille du Crémère en 477 av. J.-C..